# Fleuron (tipografija)
 Ovo je članak o fleuronima u tipografiji. Za druga značenja pogledajte fleuron.
Fleuron, na engleskom poznat i kao printers' flower (»tiskarov cvijet«), tipografski je element ili glif koji se rabi kao razgodak ili ukras za tipografske kompozicije. Fleuroni predstavljaju stilizirane oblike cvjetova ili listova, sukladno imenu, koje potječe iz starofrancuske riječi floron (»cvijet«). U hvaljenom djelu Elementi tipografskog stila, kanadski tipograf Robert Bringhurst fleurone naziva »hortikulturalnim dingbatima«. Čestim fleuronima pripada simbol »cvjetno srce« ili latinski hedera (bršljan):  ❦. Simbol je također poznat kao aldusov list prema talijanskom renesansnom slikaru Aldu Manuziu.

## Povijest
Cvjetni ukrasi neki su od najstarijih tipografskih ukrasnih elemenata. Fleuron se, među ostalim, može upotrijebiti kako bi se ispunila praznina nastala uvlačenjem prvog retka u paragrafu, za razdvajanje u samostalnom retku između dva paragrafa, razdvajanje popisa ili kao puki ukras. Kao punopravni glif, fleuron se počinje pojavljivati u 16. stoljeću.
Bio je uobičajen motiv za ukrašavanje korica knjiga u knjigoveštvu. U 18. stoljeću čest je i u ukrašavanju namještaja, porculana i tekstila. Stil se razvio u Francuskoj, a pariški tiskar Pierre Simon Fournier bio je jedan od vodećih zagovaratelja.

## Unikod
Unikod sadrži kodove za 30 oblika fleurona. Blokovi Dingbats i Razni simboli sadrže tri fleurona koji se nazivaju »cvjetnim srcima« i drugim nazivima. Dvadeset i četiri fleurona (iz fontova Wingdings i Wingdings 2) nalaze se u bloku Ukrasni Dingbats, a podržana su još tri fleurona koja se rabe u arhaičnim jezicima.

## Galerija
- Ukrašena stranica iz Canterburyjskih priča Geoffreya Chaucera.
- Rukopis Biblije iz kasnog 14. stoljeća, John Wycliffe.
- Fleuron Roberta Granjona iz 1567. godine
- Arabeska na naslovnoj stranici knjige iz 1611.
- Detalj tiskanog arabesknog obruba iz 1616.
- Primjeri tiskanih cvjetnih obruba iz 1897.
- Ukrašeni obrubi, Thomas Maitland Cleland, 1923.
- Primjeri glifova fleurona u digitalnom fontu.